# Мића Марковић
Милорад Мића Марковић (Сокобања, 22. фебруар 1887 — Београд, 23. октобар 1967) био је српски учитељ и социјалиста, учесник Балканских и Првог светског рата.

## Биографија
Рођен је 22. фебруара 1887. у Сокобањи. Учитељску школу завршио је у Алексинцу.
Још као ученик прихватио је социјалистичке идеје. Године 1905. учланио се у Српску социјалдемократску странку (ССДС) Димитрија Туцовића, а 1907. је био један од двадесет осам учитеља и учитељица који су били оснивачи Клуба учитеља социјалдемократа, прве учитељске политичке организацији у Србији. Циљ ове организације био је преображај основне школске наставе у смислу начела српске социјалдемократије.
Године 1910. премештен је са службом у село Поповић, на Космају, где је касније основао породицу и живео дуги низ година. Од 1912. до 1918. учествовао је у Првом и Другом балканском и Првом светском рату. Ратовање је започео као командир батерије, а завршио као артиљеријски капетан прве класе. Посебно се истакао у борбама на Солунском фронту, где је 1916. одликован Карађорђевом звездом.
После Првог светског рата вратио се у Поповић и наставио са учитељским послом. Године 1919. постао је члан тада основане Социјалистичке радничке партије Југославије (СРПЈ(к)), а идуће 1920. био је делегат на Другом конгресу КПЈ у Вуковару. Био је веома политички активан у Космајском срезу, где је створио јаку партијску организацију Комунистичке партије, која је на општинским изборима августа 1920. успела да победи и освоји власт у тадашњој општини Мали Поповић.
После доношења „Обзнане“ децембра 1920. и почетка прогона чланова Комунистичке партије Југославије (КПЈ), наставио је политичко деловање преко учитељских удружења и других сродних организација. Био је један од најистакнутијих опозиционара и бораца против владајућег режима на Космају, кога нису заплашила ни полицијске претње. Имао је значајан углед код великог броја становника Космаја. Неколико пута је добијао решење о премештању његове учитељске службе из села Поповића, али су сваки пут локални сељаци одлазили у Сопот и бунили се, па је тако сваки пут то решење повлачено, а он је до почетка Другог светског рата остао ту са службом.
Био је међу првих четрдесет чланова учитељске културно-издавачке задруге „Вук Караџић“, која је на иницијативу КПЈ основана у Београди и која је окупљала учитеље-комунисте, као и друге напредне учитеље. Крајем 1938. активно је учествовао у предизборној кампањи за парламентарне изборе, на којима је у космајском срезу победу однео кандидат опозиционе Демократске странке, иначе симпатизер КПЈ.
Априла 1941. мобилисан је у Југословенску војску и учествовао је у Априлском рату, током кога је заробљен. Након капитулације Југословенске војске одведен је у заробљеништво. У тешким условима логорског живота наставио је да међу заробљеним југословенским официрима и војницима шири оптимизам. Крајем 1941. у логору је међу заробљеницима водио веома активну кампању против „Нирмбершке декларације“ којом су Немци хтели да заробљеници осуде устаничке акције у Југославији. Касније је, међу патриотски расположеним официрима, почео да врши пропаганду за Народноослободилачки покрет (НОП). Због своје активности у логору, више пута је кажњаван и малтретиран, а крај рата је дочекао у кажњеничком логору.
После ослобођења Југославије, живео је у Београду, где је обављао дужност начелника за просвету Београдског округа. Радио је на обнављању и организовању основних и средњих школа. После укидањa Београдског округа, 1947. почео је да ради као инспектор у Савету за просвету Народне Републике Србије.
Умро је 23. октобра 1967. у Београду, а сахрањен је сутрадан на гробљу у Малом Поповићу.
Носилац је Албанске споменице и других одликовања, међу којима је и Карађорђевa звезда.

## Породица
У браку са супругом Анком (1878—1961), рођеном Каћански, имао је четворо деце — синове Момчила Мому (1912—1992), Драгослава Дражу (1920—2005) и Бранислава Брану (1923—1942), као и ћерку Десанку Десу (1914—1942). Под његовим утицајем, синови и ћерка постали су левичари и чланови тада илегалне Комунистичке партије Југославије (КПЈ). Такође, читава његова породица учествовала је у Народноослободилачком рату, од 1941. до 145. године.
Синови Мома и Дража, били су организатори устанка у Србији 1941. године. Мома је у току НОР најпре био инструктор Покрајинског комитета КПЈ за Србију, а касније политички комесар Главног штаба НОВ и ПО Србије. После ослобођења био је партијски и државни функционер, а одликован је и Орденом народног хероја. Дража је током рата био на Космају у Космајском одреду, а после рата је био један од најистакнутијих партијских и државних функционера СР Србије.
Ћерка Деса и најмлађи син Бранко страдали су у току рата. Деса, студенткиња медицине, била је пре рата активна у левичарским студентским удружењима, разболела се непосредно пре почетка рата и због болести није могла да оде у партизане. После окупације, заједно са мајком отишла је у Сокобању, код очеве фамилије, где је, услед немогућности да се адекватно лечи, умрла 1942. године. Бранко је 1941. био секретар Окружног комитета СКОЈ за Пожаревац, али је касније заједно са Љубицом Јањић био ухапшен од стране љотићеваца и спроведен у Пожаревац. Како нису успели да их идентификују и од њих добију било какво признање, пустили су их, али су они тада изгубили контакт са партизанима. Бранко се тада вратио на Космај, где је ухапшен од полиције и одведен у логор Бањица. Стрељан је исте године на стратишту у Јајинцима.
Ћерка његовог сина Моме, односно његова унука била је Мира Марковић, супруга бившег председника Србије и Југославије Слободана Милошевића.